# Скарятин, Владимир Владимирович
Владимир Владимирович Скарятин (1847—1919) — генерал-лейтенант русской императорской армии, егермейстер Высочайшего Двора.

## Биография
Родился 2 (14) июля 1847 года в семье богатого орловского помещика Владимира Яковлевича Скарятина.
Вступил в военную службу 2 февраля 1865 года; с 1866 года — корнет лейб-гвардии Конного полка, с 1869 года — поручик. После трагической смерти отца, с января 1871 года он стал адъютантом великого князя Владимира Александровича; быстро продвигался в званиях: штабс-ротмистр (ст. 16.04.1872), ротмистр (ст. 30.08.1875), полковник (ст. 11.10.1876).
Участвовал в русско-турецкой войне 1877-1778 гг.; был награждён орденом Св. Владимира 4-й ст. с мечами и бантом.
Состоял по армейской кавалерии. С 15 июля 1892 года занял должность егермейстера Высочайшего Двора; с 6 октября того же года — генерал-майор. В генерал-лейтенанты, за отличие, произведён 6 декабря 1901 года.
По словам графа С. Д. Шереметева, "в молодости Скарятин был страстно влюблен во фрейлину Ирину Мальцову, долго страдал и вздыхал, играл с нею в четыре руки, встречаясь преимущественно при дворе. Ирина Сергеевна тоже его любила, но мать её была против их союза. Ирина стала чахнуть и Мальцова решилась уступить, но когда об этом узнал Скарятин, то уже было поздно. Он был уже женихом княжны Лобановой-Ростовской, на которой женился и жил почти безвыездно в своем богатом Орловском имении, жил счастливо и служил отрадным явлением человека, устроившего жизнь свою разумно, крепко придерживаясь своему родовому гнезду, в каковых понятиях и воспитывались его дети".
Умер в Петрограде 21 ноября 1919 года. Похоронен на кладбище Александро-Невской лавры.
российские
- орден Св. Анны 3-й ст. (1873);
- орден Св. Станислава 2-й ст. (1876);
- орден Св. Владимира 4-й ст. с мечами и бантом (1879);
- орден Св. Анны 2-й ст. (1883);
- орден Св. Станислава 1-й ст. (1890);
- орден Св. Анны 1-й ст. (1905);
- орден Св. Владимира 2-й ст. (1914);
- орден Белого орла (1916).

иностранные
- прусский орден Короны 3-й ст. (1872);
- австрийский орден Железной Короны 3-й ст. (1874);
- австрийский орден Леопольда (1882);
- мекленбург-шверинский орден Грифона 1-й ст. (1888).

## Семья

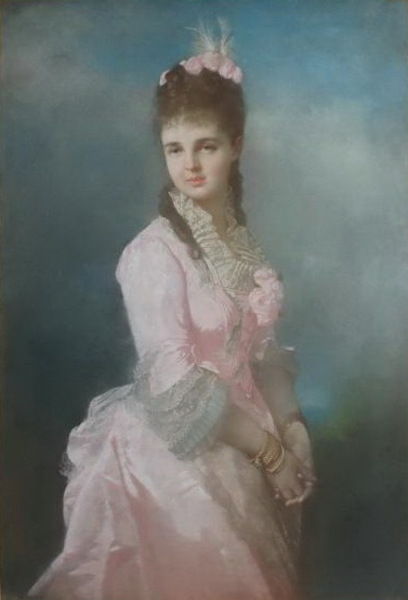
Мария Михайловна Скарятина. Портрет кисти О'Коннель, 1877. Орловский музей изобразительных искусств.

Жена (с 15 апреля 1873 года) — княжна Мария Михайловна Лобанова-Ростовская (24.10.1851—05.05.1921), фрейлина двора (1870), внучка фельдмаршала И. Ф. Паскевича и племянница министра иностранных дел А. Б. Лобанова-Ростовского. Получила довольно посредственное образование. Живя с матерью заграницей, имела большой успех на танцевальных вечерах, популярных в то время в Остенде. После замужества проживала с мужем в Петербурге во дворце Скарятиных на Фонтанке д. 25, лето обычно проводила в родовом имении Скарятиных Троицкое в Орловской губернии. По словам современника, мадам Скарятина была маленькая, худенькая и очаровательная, носила изящные платья, и от неё всегда пахло фиалками; по контрасту, её муж был высок ростом, говорил басом и очень громко, так как был глуховат. После смерти мужа, после всех тягот, лишений и нескольких подорвавших её здоровье арестов 1920 года была отправлена своей дочерью Ириной из Советской России в Эстонию в товарном вагоне весной 1921 года. Скончалась от пневмонии в Таллине (тогда Ревель) спустя несколько дней после прибытия. Дети: 
- Мария (04.08.1874—?), замужем (с 10.06.1894) за бароном Николаем Александровичем Врангелем[5]; разведены в 1907 году.
- Ольга (1879—1947), замужем (с 1902 года) за графом Георгием Павловичем Беннигсеном (1879—1962), вместе с мужем приняла католичество восточного обряда. Умерла в эмиграции в Лондоне.
- Михаил (1883—1963), полковник, умер в эмиграции в Швейцарии.
- Ирина (1888—1962), писательница, была замужем (1907-1916 гг.) за графом Александром Фёдоровичем Келлером; второй муж — Виктор Ф. Блэйксли. Умерла в Вашингтоне[6].